# Yo sé por qué canta el pájaro enjaulado

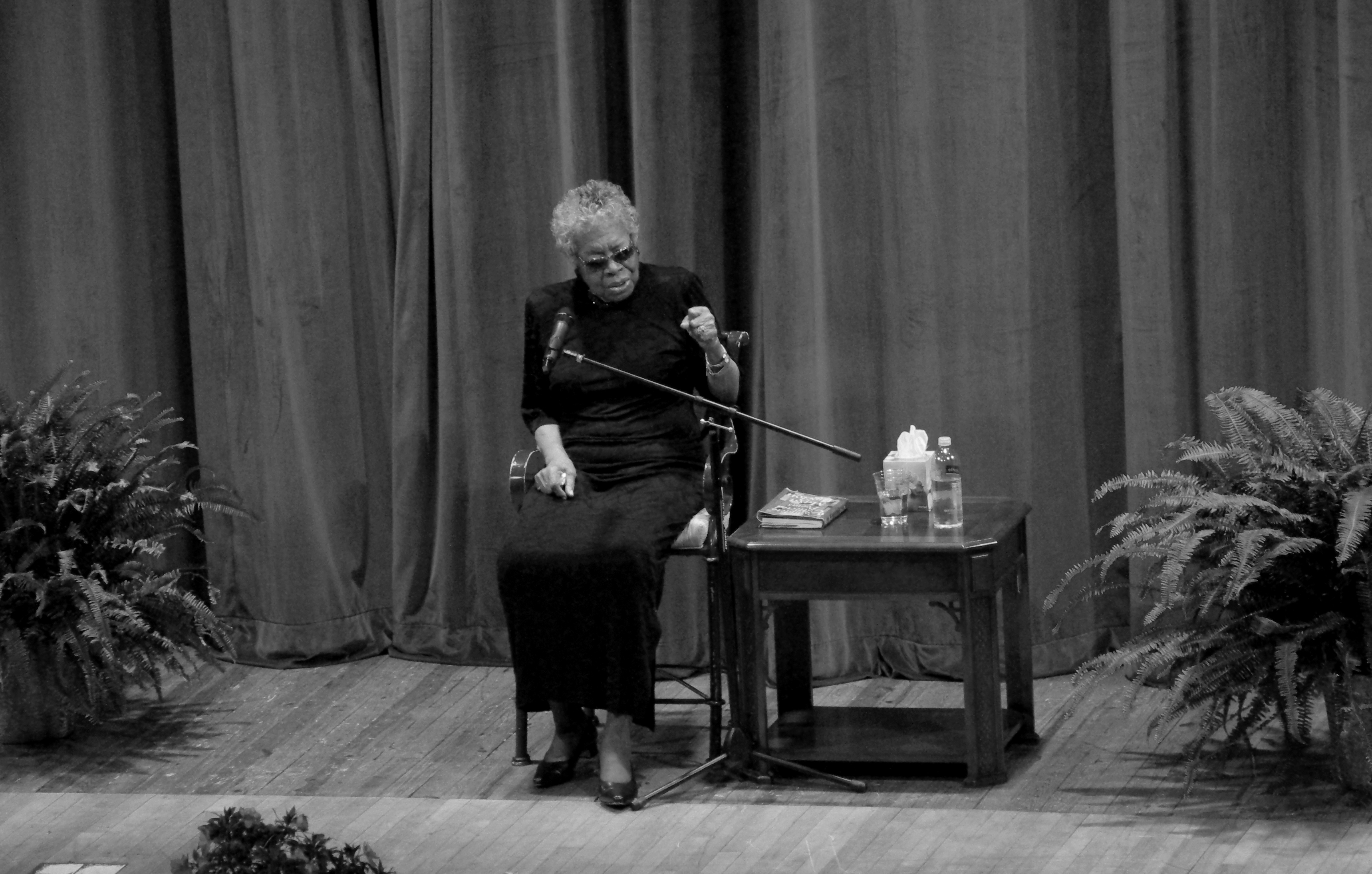
Maya Angelou en la Tennessee Technological University

Yo sé por qué canta el pájaro enjaulado es una autobiografía, publicada en 1969, que narra los primeros años de la poetisa y escritora estadounidense Maya Angelou. Primer volumen de una serie de siete, es una novela de aprendizaje que ilustra cómo la fuerza de carácter y el amor por la literatura puede ayudar a superar el trauma y el racismo. El libro comienza cuándo Maya, de tres años, y su hermano mayor son enviados a Sellos, Arkansas, para vivir con su abuela y finaliza cuando Maya se convierte en madre a la edad de 16. Durante Pájaro Enjaulado, Maya se transforma de víctima de racismo con un complejo de inferioridad a mujer joven dignificada capaz de responder al prejuicio.
Angelou fue desafiada por su amigo, el autor James Baldwin, y su editor, Robert Loomis, a escribir una autobiografía que fuera también una pieza de literatura. Es a menudo categorizada como ficción autobiográfica porque Angelou utiliza un desarrollo temático y otras técnicas comunes a ficción, pero la visión crítica lo caracteriza como autobiografía, un género que trata de criticar, cambiar y expandir. El libro cubre temáticas comunes a las autobiografías escritas por mujeres estadounidenses negras en los años posteriores al Movimiento de Derechos Civiles: una celebración de maternidad Negra; una crítica de racismo; la importancia de la familia y la búsqueda de independencia, dignidad personal, y autodeterminación.
Angelou utiliza su autobiografía para explorar temas de identidad, violación, racismo, y alfabetización. También escribe de maneras novedosas sobre las vidas de las mujeres en una sociedad dominada por hombres. Maya, la versión más joven de Angelou y el personaje principal del libro, ha sido descrito como  "un personaje simbólico para cada chica negra que crece en Estados Unidos". La metáfora, de aquel pájaro que lucha por huir de su jaula, es una imagen central durante la obra, la cual consta de "una secuencia de lecciones sobre resistir la opresión racista". El tratamiento de Angelou del racismo proporciona una unidad temática al libro. La alfabetización y el poder de las palabras ayuda  a una joven Maya a soportar su mundo; los libros se convierten en su refugio para superar su trauma.
Yo sé por qué canta el pájaro enjaulado fue nominado a un Premio Nacional del Libro en 1970 y estuvo en la The New York Times Best Seller List durante dos años. Ha sido utilizado en ambientes educativos, de institutos a universidades, y el libro ha sido celebrado por crear nuevos caminos literarios para las autobiografías en Estados Unidos. Aun así, la representación gráfica del libro de una violación en la niñez, racismo, y la sexualidad ha causado que sea prohibido en algunas escuelas y bibliotecas.